# Atelier of Witch Hat
Atelier of Witch Hat (とんがり帽子のアトリエ?, Tongari bōshi no atorie) è un manga scritto e disegnato da Kamome Shirahama, serializzato sulla rivista seinen Monthly Morning Two di Kōdansha dal 22 luglio 2016 e raccolta in tankōbon a partire dal 2017. L'opera narra la storia di Coco, una bambina cui è stato concesso di imparare la magia e che dovrà riuscire ad aiutare i suoi amici senza usare incantesimi proibiti. Sulla stessa rivista, dal 22 novembre 2019, viene pubblicata anche la serie spin-off Kitchen of Witch Hat (とんがり帽子のキッチン?, Tongari bōshi no kitchin) scritta e disegnata da Hiromi Satō e raccolta in volumi a partire dal 2020. In questo manga gli adulti dell'atelier, Qifrey e Orugio, si cimentano nella preparazione di vari piatti utilizzando ingredienti del mondo magico di Shirahama, quali il nettare dell'albero del miele o i gamberi volanti: alla fine di ogni capitolo vengono fornite le ricette. 
La traduzione italiana di entrambi i manga è pubblicata da Planet Manga di Panini Comics a partire dal 2019.
Nell'aprile 2022 è stata annunciata la produzione dell'adattamento anime.

## Trama
In un mondo in cui gli incantesimi possono essere eseguiti solo da chi nasce con i poteri magici, Coco, figlia di una sarta, ha rinunciato a «ornare il mondo» con la magia. 
Un giorno assiste di nascosto ad un incantesimo lanciato dal mago Qifrey e tenta di imitarlo con gli strumenti «magici» che un misterioso mago ambulante le ha dato quando era piccola: ricalcando con la penna-bacchetta uno dei disegni del libro, l'incantesimo si attiva, ma si tratta di una terribile sortilegio che pietrifica la casa e la madre di Coco. Qifrey salva la bambina, ma non può sciogliere la magia e salvare la donna perché è proibito applicare gli incantesimi agli esseri umani, anche se a fin di bene. Decide di indagare sul libro di magia proibita che ha causato l'incidente, pertanto invece di cancellare a Coco il ricordo del fatto che chiunque, con gli strumenti adatti, può lanciare incantesimi, la prende come sua apprendista e la accoglie nel suo atelier, dove già vivono altre tre bambine e un secondo mago adulto, l'«occhio vigilante» Orugio.
Coco inizia quindi ad imparare a tracciare i cerchi magici con cui si lanciano gli incantesimi, diventando una maga dal «cappello a punta», che usa la magia per rendere felici le persone, attenendosi alle regole stabilite per proteggere il mondo dalle applicazioni pericolose e nascondendone i segreti alla gente comune. 
Lei e i suoi amici vengono però messi ripetutamente in pericolo dai maghi con i «cappelli a tesa larga», quali quello che ha incontrato da piccola, che rifiutano le proibizioni e vogliono usarla per restituire al mondo tutta la magia, costringendola a lanciare incantesimi proibiti per salvare coloro che ama. Ma deve guardarsi anche i Cavalieri sorveglianti, che vigilano affinché le regole non vengano trasgredite e la sospettano di essere in combutta con i maghi rinnegati.

## Personaggi
Qifrey (キーフリー?, Kīfurī)
giovane mago che ha scelto di vivere con le sue apprendiste in un atelier isolato anziché nella Grande aula consiliare dove si concentrano i maghi, accoglie Coco malgrado sia una «profana», ossia non appartenga ad una famiglia di maghi, sperando di scoprire qualcosa del mago «tesa larga» che le ha dato un libro di magia proibita.
Coco (ココ?, Koko)
una «profana» che viene accolta dal mago Qifrey nel suo atelier, è sempre stata affascinata dalla magia, ma si impegna nello studio anche per salvare la propria madre pietrificata per errore. Avendo fatto un buon apprendistato come sarta, si trova più a suo agio con una «pietra coloratrice» (un sasso a punta avvolto in stoffa sporca di inchiostro) che con la penna ed è più brava a tracciare rette che cerchi.
Agate (アガット?, Agatto)
la più abile delle apprendiste di Qifrey, non è però riuscita a soddisfare le altissime aspettative della sua famiglia ed è particolarmente risentita di dover convivere con una «profana». Inizialmente disprezza le altre apprendiste e si concentra solo sullo studio della magia, ma con il tempo diventa un'amica.
Tetia (テティア?)
la più vivace delle apprendiste di Qifrey, è molto servizievole e adora essere ringraziata. Le piacciono i vestiti, che considera una specie di magia in quanto cambiano il modo in cui si viene visti dagli altri. Il suo sogno è creare una nuvola sulla quale si possa dormire.
Riche (リチェ?, Riche)
la più infantile delle apprendiste di Qifrey, rifiuta di studiare i libri di incantesimi per non contaminare la propria magia, che il fratello maggiore aveva detto di amare molto. Diffida degli adulti che cercano di imporle un modo di vita, perché teme che ubbidire e conformarsi le farebbe perdere la propria identità, ma Qifrey riesce gradualmente a conquistare la sua fiducia. Si è specializzata nel disegnare cerchi piccoli e minuziosi.
Orugio (オルーギオ?, Orūgio)
amico d'infanzia di Qifrey, conosce il motivo della sua ossessione per i «cappelli a tesa larga» e cerca di aiutarlo. Vive nell'atelier per accertarsi che non vi siano problemi, ma non è direttamente coinvolto nell'addestramento degli apprendisti: invece crea e vende oggetti magici.

## Manga
Atelier of Witch Hat esce sulla rivista Monthly Morning Two di Kōdansha a partire dal 22 luglio 2016 e viene raccolto in tankōbon a partire dal 23 gennaio 2017. Lo spin-off Kitchen of Witch Hat, di Hiromi Satō, esce sulla stessa rivista a partire dal 22 novembre 2019 e viene raccolto in volumi dal 22 maggio 2020. 
La traduzione italiana è pubblicata da Planet Manga, etichetta di Panini Comics, a partire dal 9 maggio 2019. La traduzione dei testi è curata da Davide Sarti. Kodansha USA pubblica la traduzione inglese dal 9 aprile 2019. La traduzione francese, dal 7 marzo 2018, è di Pika Édition e 
quella tedesca, dal 4 ottobre 2018, di Egmont Manga. La traduzione spagnola è pubblicata, dal 2019, da Milky Way Ediciones per il mercato Europeo, e in seguito da Editorial Ivrea per l'Argentina e da Panini Comics per il Messico. Panini Comics pubblica inoltre la traduzione portoghese per il Brasile, dal 12 giugno 2019. La traduzione polacca è di Kotori e quella russa, dal 14 aprile 2023, di Istari Comics.

### Volumi

#### Atelier of Witch Hat
| Nº | Data di prima pubblicazione | Data di prima pubblicazione                                                 | Data di prima pubblicazione | Data di prima pubblicazione |
| Nº | Giapponese                  | Giapponese                                                                  | Italiano                    | Italiano                    |
| -- | --------------------------- | --------------------------------------------------------------------------- | --------------------------- | --------------------------- |
| 1  | 23 gennaio 2017             | ISBN 978-4-06-388690-0                                                      | 9 maggio 2019               | ISBN 978-88-912-87960       |
| 2  | 23 agosto 2017              | ISBN 978-4-06-510138-4 (ed. regolare) ISBN 978-4-06-510203-9 (ed. limitata) | 11 luglio 2019              | ISBN 978-88-912-89018       |
| 3  | 23 febbraio 2018            | ISBN 978-4-06-510930-4 (ed. regolare) ISBN 978-4-06-510894-9 (ed. limitata) | 5 settembre 2019            | ISBN 978-88-912-89810       |
| 4  | 21 settembre 2018           | ISBN 978-4-06-512681-3 (ed. regolare) ISBN 978-4-06-511766-8 (ed. limitata) | 21 novembre 2019            | ISBN 978-88-912-91264       |
| 5  | 23 maggio 2019              | ISBN 978-4-06-515597-4 (ed. regolare) ISBN 978-4-06-515598-1 (ed. limitata) | 23 gennaio 2020             | ISBN 978-88-912-92247       |
| 6  | 21 novembre 2019            | ISBN 978-4-06-517778-5 (ed. regolare) ISBN 978-4-06-517909-3 (ed. limitata) | 9 luglio 2020               | ISBN 978-88-912-94449       |
| 7  | 22 maggio 2020              | ISBN 978-4-06-519266-5 (ed. regolare) ISBN 978-4-06-520266-1 (ed. limitata) | 10 dicembre 2020            | ISBN 978-88-912-97167       |
| 8  | 23 dicembre 2020            | ISBN 978-4-06-521625-5 (ed. regolare) ISBN 978-4-06-521626-2 (ed. limitata) | 20 maggio 2021              | ISBN 978-88-912-99475       |
| 9  | 21 luglio 2021              | ISBN 978-4-06-524100-4 (ed. regolare) ISBN 978-4-06-524098-4 (ed. limitata) | 3 febbraio 2022             | ISBN 978-88-287-64991       |
| 10 | 21 aprile 2022              | ISBN 978-4-06-527412-5                                                      | 27 ottobre 2022             | ISBN 978-88-287-21666       |
| 11 | 21 ottobre 2022             | ISBN 978-4-06-529605-9 (ed. regolare) ISBN 978-4-06-529604-2 (ed. limitata) | 22 giugno 2023              | ISBN 978-88-287-45921       |
| 12 | 22 giugno 2023              | ISBN 978-4-06-531969-7 (ed. regolare) ISBN 978-4-06-531829-4 (ed. limitata) | 21 dicembre 2023            | ISBN 978-88-287-71920       |
| 13 | 22 febbraio 2024            | ISBN 978-4-06-534652-5 (ed. regolare) ISBN 978-4-06-534727-0 (ed. limitata) | 29 agosto 2024              | ISBN 978-88-287-9434-9      |
| 14 | 23 aprile 2025              | ISBN 978-4-06-539182-2                                                      | —                           | —                           |

#### Kitchen of Witch Hat
| Nº | Data di prima pubblicazione | Data di prima pubblicazione | Data di prima pubblicazione | Data di prima pubblicazione |
| Nº | Giapponese                  | Giapponese                  | Italiano                    | Italiano                    |
| -- | --------------------------- | --------------------------- | --------------------------- | --------------------------- |
| 1  | 22 maggio 2020              | ISBN 978-4-06-519334-1      | 9 giugno 2022               | ISBN 978-88-287-6670-4      |
| 2  | 23 dicembre 2020            | ISBN 978-4-06-521627-9      | 28 luglio 2022              | ISBN 978-88-287-1756-0      |
| 3  | 21 luglio 2021              | ISBN 978-4-06-524099-1      | 17 novembre 2022            | ISBN 978-88-287-2442-1      |
| 4  | 21 aprile 2022              | ISBN 978-4-06-527594-8      | 2 febbraio 2023             | ISBN 978-88-287-2876-4      |
| 5  | 21 ottobre 2022             | ISBN 978-4-06-529699-8      | 21 marzo 2024               | ISBN 978-88-287-8249-0      |

## Anime

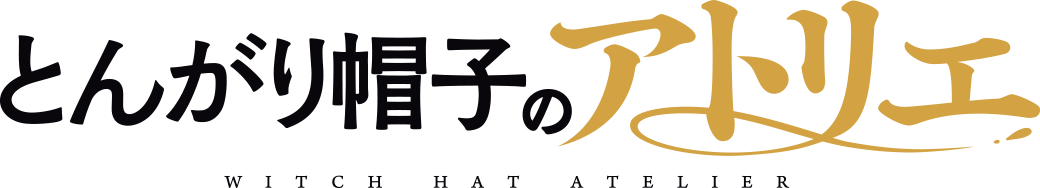
Logo della serie.

Nell'aprile 2022 è stata annunciata la produzione dell'adattamento anime. Successivamente, è stato rivelato all'Anime Expo 2024 che si tratta di una serie televisiva prodotta da Bug Films e diretta da Ayumu Watanabe, con Hiroaki Kojima come produttore, Kairi Unabara come character designer e Yuka Kitamura come compositrice. La serie debutterà nel 2025. Crunchyroll trasmetterà la serie in tutto il mondo al di fuori dell'Asia.

## Accoglienza
Nel settembre 2018, con i primi quattro volumi, il manga ha raggiunto il milione di copie in circolazione.
Ha ricevuto una candidatura per il premio Manga Taishō del 2018, nonché per la categoria generale del Premio Kōdansha per i manga del 2018 e del 2020.
Il manga ha vinto il premio come miglior seinen al Salón del manga de Barcelona nel 2018, 2022 e 2023. Nel 2019, alla Japan Expo, ha vinto il Daruma d'Or Manga e il Daruma per il miglior seinen.
Il quinto volume ha vinto il premio Babelio 2020 per la categoria manga.
Ha vinto l'Eisner Award del 2020 nella sezione "Miglior edizione statunitense di opere straniere – Asia", a pari merito con I gatti del Louvre di Taiyō Matsumoto, e il Premio Harvey del 2020 per il miglior manga.